# Галоваць
Галоваць (хорв. Galovac) — населений пункт і громада в Задарській жупанії Хорватії.

## Населення
Населення громади за даними перепису 2011 року становило 1 234 осіб.
Динаміка чисельності населення громади:

## Клімат
Середня річна температура становить 14,24 °C, середня максимальна – 28,46 °C, а середня мінімальна – 0,36 °C. Середня річна кількість опадів – 859 мм.
| Клімат поселення                              | Клімат поселення | Клімат поселення | Клімат поселення | Клімат поселення | Клімат поселення | Клімат поселення | Клімат поселення | Клімат поселення | Клімат поселення | Клімат поселення | Клімат поселення | Клімат поселення | Клімат поселення |
| Показник                                      | Січ.             | Лют.             | Бер.             | Квіт.            | Трав.            | Черв.            | Лип.             | Серп.            | Вер.             | Жовт.            | Лист.            | Груд.            |                  |
| Середній максимум, °C                         | 10,63            | 11,64            | 14,33            | 17,47            | 22,16            | 25,94            | 28,46            | 27,96            | 24,06            | 19,82            | 14,16            | 11,13            |                  |
| Середня температура, °C                       | 5,51             | 6,50             | 9,19             | 12,33            | 17,02            | 20,82            | 24,10            | 23,60            | 19,70            | 15,46            | 9,79             | 6,78             |                  |
| Середній мінімум, °C                          | 0,36             | 1,39             | 4,06             | 7,21             | 11,89            | 15,68            | 19,74            | 19,23            | 15,35            | 11,10            | 5,44             | 2,42             |                  |
| Норма опадів, мм                              | 72               | 63               | 66               | 72               | 64               | 55               | 32               | 49               | 94               | 101              | 101              | 90               |                  |
| Середньомісячна швидкість вітру, м/с          | 2.61             | 2.76             | 2.95             | 2.84             | 2.47             | 2.28             | 2.30             | 2.17             | 2.34             | 2.44             | 2.96             | 2.86             |                  |
| Середньомісячна сонячна радіація, кДж/м²·день | 5052             | 7758             | 11475            | 16252            | 20489            | 22711            | 24392            | 21230            | 15663            | 9945             | 5495             | 4325             |                  |
| --------------------------------------------- | ---------------- | ---------------- | ---------------- | ---------------- | ---------------- | ---------------- | ---------------- | ---------------- | ---------------- | ---------------- | ---------------- | ---------------- | ---------------- |
| Джерело:                                      |                  |                  |                  |                  |                  |                  |                  |                  |                  |                  |                  |                  |                  |